# Liste der Monuments historiques in Aspach-Michelbach
Die Liste der Monuments historiques in Aspach-Michelbach führt die Monuments historiques in der französischen Gemeinde Aspach-Michelbach auf.

## Liste der Objekte
| Bezeichnung | Beschreibung                           | Standort                                    | Kennzeichnung | Schutzstatus | Datum | Bild |
| ----------- | -------------------------------------- | ------------------------------------------- | ------------- | ------------ | ----- | ---- |
| Kruzifix    | Torso; Sandstein, 19. Jahrhundert      | Aspach-le-Haut, auf dem Friedhof (Lage)     | PM68000011    | Classé       | 1984  |      |
| Kruzifix    | Lindenholz, Mitte des 17. Jahrhunderts | Michelbach, in der Kirche Ste-Agathe (Lage) | PM68000541    | Classé       | 1984  |      |
| Glocke      | Bronze, 1692                           | Michelbach, in der Kirche Ste-Agathe (Lage) | PM68000542    | Classé       | 1984  |      |